# Keldby
Keldby (en ældre stavemåde er Kjeldby) er en lille landsby i Keldby Sogn på Møn. Oprindelig "Keldbymagle" (nævnt 1135) som er udledt af ”Storekildeby”. I middelalderen fandtes her en kilde, kaldet Præstekilde, som ansås for hellig. Byen rummer udover et antal byhuse og et par gårde et lysestøberi og Præstekilde Hotel.
Keldby Kirke er kendt for sine interessante og velbevarede kalkmalerier.
Landsbyen blev udskiftet i 1797.
Byfogeden i Stege, Hother Hage, blev i 1859 opmærksom på, at en gravhøj kaldet Hulehøj ved Keldby stod for at skulle sprænges og fik dette stoppet. Samme år foretog Nationalmuseet en udgravning af højen, som viste sig at indeholde et stort antal begravelser fra bronzealderen og formentlig også fra stenalderen, brandgrave såvel som jordfæstegrave. Gravene var i flere tilfælde anlagt uden hensyntagen til eksisterende begravelser. En stenkiste fra yngre bronzealder indeholdt to lerkar, hvoraf det ene var brugt som urne, hvor der lå et miniaturesværd, en ragekniv, en pincet og en lancetformet spids. I toppen af højen afdækkedes en grav fra jernalderen med fire jernknive. Højen kan ikke ses i landskabet, men lå øst for den nuværende golfbane.
Kelby ligger i Vordingborg Kommune og tilhører Region Sjælland.